# Hermann Langlotz
Hermann Langlotz (* 19. November 1895 in Speyer; † 10. Juni 1964 ebenda) war ein deutscher Politiker (SPD).

## Leben
Langlotz machte ab 1909 eine Lehre bei der Allgemeinen Ortskrankenkasse Speyer.  Von 1915 bis 1918 war er Soldat im Ersten Weltkrieg. Zwischen 1926 und 1933 war er Verwaltungsdirektor der Allgemeinen Ortskrankenkasse Kaiserslautern. Nach der Machtergreifung der Nationalsozialisten wurde er 1933 fristlos entlassen und inhaftiert. Danach war er von 1933 bis 1938 arbeitslos bzw. freier Vertreter. Zwischen 1938 und 1943 arbeitete er als Lohnbuchhalter bei einer Baufirma am Westwall, in Naumburg, Köln und Neustadt a. d. Weinstraße. Von 1943 bis 1945 war er für die Organisation Todt in Paris als Haupttruppführer im Gaststättenbetrieb tätig und geriet 1945 in amerikanische Kriegsgefangenschaft. 1945 wurde er kommissarischer Leiter der Allgemeinen Ortskrankenkasse Germersheim und von 1948 bis 1960 Direktor der Landesversicherungsanstalt Rheinland-Pfalz. In seine Amtszeit fällt auch der Bau des 53 Meter hohen Verwaltungsgebäudes: das heutige Hochhaus der Deutschen Rentenversicherung Rheinland-Pfalz in Speyer.

## Politik
1917 wurde er Mitglied der SPD, nachdem er bereits 1912 Gewerkschaftsmitglied geworden war. 1945 wurde er Mitglied des SPD-Parteivorstands der Pfalz. Ab 1946 war er Bürgermeister in Speyer. 1946 gehörte er auch der beratenden Landesversammlung an. Am 14. März 1946 lautete der Spruch der ZSK Neustadt: Belassung im Dienst. 1949 war er Begründer eines Kurheims für Kriegsheimkehrer im Odenwald.